# Send It On
Send It On е поп песен, записана от американските изпълнители Майли Сайръс, Селена Гомес, Jonas Brothers и Деми Ловато. Групата приема името Disney's Friends for Change (Приятелите на Дисни за промяна) и работи за екологичната кауза под същото име. Песента е написана от Адам Андърс, Ники Хесмън и Питър Астръм и излиза на 11 август 2009 като благотворителен сингъл в подкрепа на международни асоциации, занимаващи се с различни дейности за опазване на околната среда. Самите изпълнители казват, че каузата е скъпа за тях. Баладата има предимно пауър поп мотиви, а текстът говори за предаването на екологично послание.
Песента получава смесени отзиви, защото в текста не се споменава нищо за околоната среда. Получава своят дебют по Радио Дисни и достига двадесета позиция в Billboard Hot 100. Видеото към песента показва четиримата изпълнители на осветена сцена, а по-късно и в парка.

## Основна информация
Песента е замислена под заглавието "Pass It On" и е написана от Адам Андърс и Ники Хесмън в съвместен проект с Питър Астръм. Изпълнителите също преминават през няколко сесии по записване а сработване и дават мнението си по отношение каузата и посланието в интервю за Access Hollywood. Джо Джонас казва, че песента носи „прекрасно послание“ за това, да помогнеш на Земята по всички възможни начини и най-вече да осведомиш всички за необходимостта от опазване на природата. Гомес, от своя страна, казва:
| „ | Ако трябва да опиша чувството да изпълняваш "Send It On", трябва да кажа, че е много мотивиращо. Повече сила е, отколкото можеш да контролираш. И мисля, че е именно това, което я прави толкова красива, че не е само до това, да носим сладки дрехи и да пеем на сцената, а и да разпространим посланието. | “ |

Майли Сайръс споменава, че любимата част от текста на песента и е "One spark starts a fire" (бел. пр. „Една искра пали огън“), защото е вярна за нея и значи, че ако деца предават посланието, всички ще знаят. Добавя, че смята, че песента насърчава децата да правят именно това. Ловато казва: „За нас е много важно да бъдем добри към околната среда“ и че песента е част от „голямо движение“, което се опитват да започнат. Кевин Джонас казва, че е „голяма чест“ и че „атмосферата...е прекрасна“, защото изпълнителите се познават помежду си от много време. Ник Джонас добавя, че песента е за „онези малки стъпки“, които могат да помогнат на Земята.

## Музика, вокален аранжимент и текст
Песента е изпълнена от първо лице, позволявайки на слушателя да „възприеме“ посланието – което включва всички – като набляга на „ние“. "Send It On" започва с акустични китари и преминава в цигулки, докато Ник Джонас и Майли Сайръс изпяват първия куплет заедно: "A word’s just a word till you mean what you say." (бел. пр. „Една дума е просто дума, докато не започнеш да мислиш това, което казваш“). Двамата продължават с първия припев, след който към тях се присъединяват Джо Джонас и Дели Ловато с втория куплет: If we take the chances to change circumstances. (бел.пр. „Ако се опитаме да променим обстоятелствата.“). Селена Гомез и Кевин Джонас се присъединяват към втория припев и изпяват третия куплет и през останалата част от песента и шестимата пеят заедно. Основната тема и послание на песента е призив към опазване на околната среда.

## Издаване
Откъси от "Send It On" за пръв път са пуснати по време на рекламите за Disney's Friends For Change по Disney Channel. Самият дебют на песента е на 7 август 2009 по Радио Дисни, а на 11 август е пусната и в iTunes. Премиерата на видеоклипа по Disney Channel се състои на 14 август и на следващия ден той е пуснат и по Disney.com и Ей Би Си. На 15 август в iTunes е пуснат и удължен пакет, включващ песента, видеоклипа към нея, две реклами по отношение проекта, които са излъчвани и по Disney Channel, и дигитален формат на текста. От Дисни даряват 100% от приходите си от песента на различни екологични кампании чрез Disney Worldwide Conservation Fund (DWCF).

## Приемане

### Отзиви
"Send It On" получава средни отзиви. Бил Ламб от About.com казва: "Песента зувчи малко еднообразно. Не е много по-различна от финалните песни на победителя в American Idol. Въпреки това закупуването е за много добра кауза." Джина Сепър и Уитни Инглиш от E! споменават, че според тях това е версията на Дисни за "We Are The World" – песен, изпълнена от голяма група артисти, включително Майкъл Джексън и Даяна Рос, под името USA for Africa. От друга страна, Лео Хикман от The Guardian критикува песента, нарича артистите хипокрити и текста на песента – безрезултатен, защото нито веднъг не споменава околната среда. Добавя и че песента "Wake Up America" от втория албум на Майли Сайръс е много по въздействаща от тази.

### Класации
Песента не става особено популярна, тъй като е пускана единствено по Радио Дисни. Въпреки това дебютира на девета позиция в Hot Digital Songs и това и помага да влезе на двадесета позиция и в Billboard Hot 100 на 29 август 2009. ПО-късно пада до двадесет и втора позиция и се задържа там за три седмици.

## Видео клип
На 6 юни 2009 Деми потвърждава, че тя и останалите изпълнители са на снимачната площадка и записват видеото към "Send It On", чрез официалния си акаунт в Twitter. Клипът дебютира по Disney Channel на 14 август 2009.
Видеото започва с Ник Джонас и Майли Сайръс в кадър, седящи на края на тъмна сцена. Ник държи акустична китара и двамата изпяват първия куплет. Кадърът се сменя и показва Ник и Майли на ярко осветена сцена, където пеят припева, а после Джо Джонас и Деми Ловато се присъединяват към тях и изпяват втория куплет. В следващия момент цялата група изпява припева заедно и докато Джо и Кевин Джонас свалят черно платно от гърба на сцената, за да разкрият небесен декор, Селена Гомес и Кевин изпяват третия куплет. По време на следващия припев, цялата група тича през затревен парк, а група деца ги следва. В последните секунди от видеото шестимата сядат на диван в парка и децата се спират зад тях.

## Издания
- US Digital Download

1. "Send it On" – 3:26

- US Digital EP

1. "Send It On" – 3:26
2. "Send It On" (музикален видеоклип) – 3:25
3. "Join Disney's Friends for Change" (видео) – 0:45
4. "Register and Pledge" (видео) – 1:31

## Класации
| Класация             | Най-висока позиция |
| -------------------- | ------------------ |
| US Billboard Hot 100 | 20                 |

## История на издаване
| Регион | Дата           | Формат              |
| ------ | -------------- | ------------------- |
| САЩ    | 7 август 2009  | Радио Дисни         |
| САЩ    | 11 август 2009 | Дигитално изтегляне |